# Entomobrya nevadensis
Entomobrya nevadensis is een springstaartensoort uit de familie van de Entomobryidae. De wetenschappelijke naam van de soort is voor het eerst geldig gepubliceerd in 1959 door Steiner.